# Меандрирование

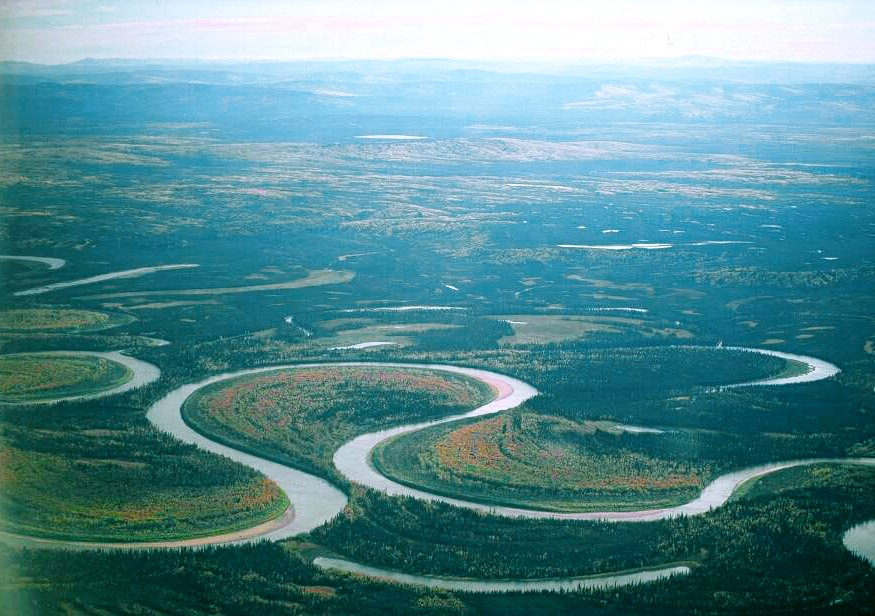
Развитое меандрирование

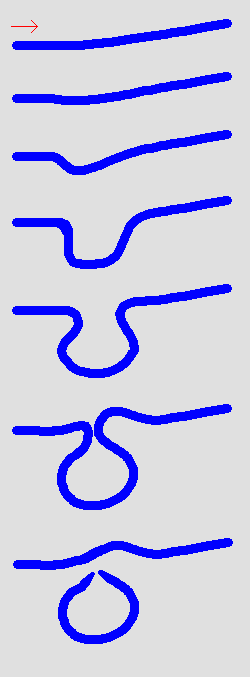
Схема процесса меандрирования с образованием старицы

Меандри́рование (от др.-греч. Μαίανδρος Меандрос — древнего названия извилистой реки Большой Мендерес) — тип русловых процессов, схема деформаций в виде последовательных стадий извилистости речного русла.

## Общая информация
Различается развитое и неразвитое меандрирование, свободное и ограниченное меандрирование.
Большое число рек, имеющих извилистые очертания, характерны тем, что в них происходят плановые переформирования, обусловленные воздействием потока на русло.
Под меандрированием понимается не только внешняя форма плановых очертаний русла (см. Меандр речной), а определённый процесс, сводящийся к изменению плановых очертаний русла по определённой закономерности, а именно в форме развития плавно изогнутых извилин. При этом река может в течение длительного времени перемещать своё русло, сохраняя синусоидальную извилистость, или может формировать хорошо выраженные петли самых разнообразных очертаний, завершая их развитие прорывом перешейка.
Основоположник науки о русловых процессах член-корреспондент АН СССР М. А. Великанов (1948) выделял только меандрирующие реки и считал их естественным состоянием рек.
Океанские течения, подобно рекам, тоже могут меандрировать, образуя вихри в океане.

## Гипотезы образования меандрирования

Схематическое изображение образования меандрирования реки в долине (1 — оригинальный курс реки, 2 — после образования извилин)

Причины образования и существования меандрирования до сих пор однозначно не выяснены. В разное время исследователями предлагались различные гипотезы, объясняющие причины меандрирования. Самыми известными из них являются:
- поперечная циркуляция воды в реке;
- принцип минимума диссипации энергии;
- принцип минимизации вариации некоторого параметра случайного процесса блуждания реки;
- структурная турбулентность;
- неустойчивость прямолинейного движения потока к гармоническим возмущениям;
- блуждание динамической оси потока;
- концепция энтропии;
- неотектоника;
- геологические причины;
- вращение Земли,
- Кориолисово ускорение;
- «свойство потока меандрировать»;
- наличие случайных препятствий;
- транспортирующая способность потока;
- расход наносов;
- общая денудация земной поверхности;
- относительная ширина поймы и другие.

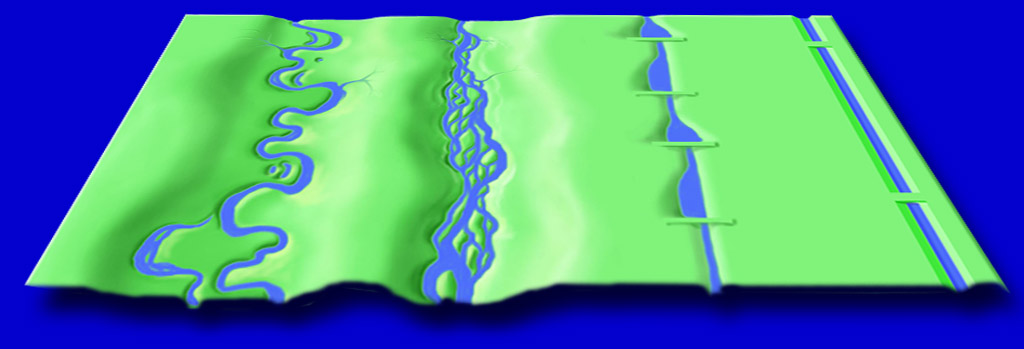

Наиболее признанными гипотезами причин меандрирования являются:
- циркуляция потока в русле (Великанов М. А., 1948а);
- неустойчивость прямого русла (Кондратьев Н. Е., 1954; Замышляев В. И., 1983)
- динамическая устойчивость извилистого русла (Маккавеев Н. И., 1955; Чалов Р. С., 1979). Распространено объяснение, что причина кроется во внутренней гидродинамической структуре потока (Великанов М. А., 1950).

Разбор недостатков основных из этих теорий дан Н. Н. Федоровым (1954).
Обзоры гипотез возникновения меандрирования содержатся в следующих работах советских и зарубежных исследователей: Н. И. Маккавеев (1955, 1969), Н. Н. Федоров (1954; Кондратьев Н. Е. и др., 1959), C.T. Yang (1971), D. Knighton (1987), В. И. Замышляев (1978), Б. В. Матвеев (1985), и др. Верно отметил А. Н. Ляпин (1956, с. 103): «Такое обилие гипотез говорит, с одной стороны, о важности проблемы, а с другой стороны, о том, что до сих пор не ясна физическая сторона явления».
Наиболее приемлемой может являться только та гипотеза, которая не провозглашает исключительность, уникальность и естественность меандрирования. Меандрирование, хоть и является, действительно, наиболее распространённым типом русловых процессов, но никоим образом не является единственным типом. Другие типы также естественны и широко распространены в природе: многорукавные Амур, Обь, Волга и т. д.
Существует гипотеза о том, что причиной образования меандрирования является относительная транспортирующая способность потока. Эта же причина объясняет формирование не только меандрирования, но и нескольких других типов русловых процессов — прямых, разветвлённых по типу русловой многорукавности и промежуточных между ними.